# Quiacaua abacta
Quiacaua abacta är en skalbaggsart som först beskrevs av Martins 1981.  Quiacaua abacta ingår i släktet Quiacaua och familjen långhorningar. Inga underarter finns listade i Catalogue of Life.